# Pselliophora igorota
Pselliophora igorota är en tvåvingeart som beskrevs av Alexander 1923. Pselliophora igorota ingår i släktet Pselliophora och familjen storharkrankar. Inga underarter finns listade i Catalogue of Life.